# У Юйхан
У Юйхан (3 червня 1997) — китайський плавець. Учасник літніх Олімпійських ігор 2016, де в попередньому запливі на дистанції 200 метрів батерфляєм посів 27-ме місце і не потрапив до півфіналів.